# Francesco Caracciolo (amiral)
Pour les articles homonymes, voir Francesco Caracciolo et Caracciolo.
Francesco Caracciolo (né le 18 janvier 1752 à Naples et mort pendu dans la même ville le 28 juin 1799) est un amiral napolitain.

## Biographie
Francesco Caracciolo entra de bonne heure dans la marine et fut quelque temps au service de la Grande-Bretagne.
En 1793, lors du coup de main des Britanniques contre Toulon, il commandait l'escadre napolitaine, chargée d'agir de concert avec la flotte britannique, et dans cette occurrence, fit preuve d'autant d'habileté que de résolution.
En 1798, chargé de conduire la flotte napolitaine à Palerme, tandis que pour faire ce trajet, le roi de Naples se servait de l'escadre britannique, commandée par Nelson, il fut traité par les courtisans avec la plus outrageante insolence. Irrité par de semblables procédés, Caracciolo s'en revint à Naples, entra au service de la république parthénopéenne, et avec un petit nombre de bâtiments, fit complètement échouer un débarquement tenté par la flotte britanno-sicilienne.
Le cardinal Ruffo ayant réussi à rentrer à Naples, en 1799, il fuit. Après dix jours, il est retrouvé dans un puits, et traduit devant Nelson. Une junte que présidait Speziale le condamne à mort à midi, sans avocat ni témoin, et refuse sa requête d'être fusillé. Sans pouvoir voir un prêtre, il fut pendu le jour même à 17 heures au grand mât de sa frégate, son cadavre laissé jusqu'au soir puis jeté ensuite à la mer. La mort de l'amiral Caracciolo est restée une tache honteuse pour la mémoire de Nelson.
Lorsque son corps est aperçu par un pêcheur, dérivant vers Naples, debout dans la mer à cause des poids fixés aux pieds, le roi Ferdinand, craignant un signe divin, accorde une sépulture chrétienne à la dépouille, qui est inhumée dans l'église Santa Maria della Catena.

## Dans la littérature
La mort de l'amiral Caracciolo et le courage dont il fit preuve lors de sa condamnation est racontée par Alexandre Dumas dans La San-Felice ainsi que dans Le Corricolo, troisième opus de ses Impressions d'un voyage au Royaume de Naples.